# Чарльз Лайтоллер
Чарльз Лайтолле́р (англ. Charles Lightoller; 30 березня 1874 — 8 грудня 1952) — англійський моряк, який дослужився до звання командера (відповідає капітану 2-го рангу), найстарший за званням офіцер, який вижив у кораблетрощі «Титаніка».
Під час Першої світової війни — нагороджений за відвагу. Повторно відзначений нагородою — за участь в евакуації союзних військ з Дюнкерка під час Другої світової. Кавалер хреста «За видатні заслуги». 

## Життєпис

### Батьки, брати і сестри
Батько Чарльза, Фредерік Джеймс Лайтоллер (†1913), народився 6 січня 1842 року в невеликому торгово-промисловому містечку Чорлі в Ланкаширі, в Англії. Його батьком був Річард Ештон Лайтоллер, а мати — Енн (до шлюбу Лавледі). Фредерік був найстаршим із п'яти дітей, його братами та сестрами були Томас Генрі, Мері Джейн, Емілі Марієтта та Джон Вільям. Згідно з переписом 1851 року, Фредерік і його семирічний брат Томас на той час навчалися в академії Волтона в Волтон-он-те-Голлі поблизу Ліверпуля. Сім'я була добре забезпечена.
Деякий час Фредерік був солдатом у місті Керкінтіллох, у графстві Данбартоншир, в Шотландії. Почав там служити невдовзі після першого шлюбу — із Сарою Джейн Лайтоллер (до шлюбу Віддоус) у місті Блекпул у 1863 році. 
У 1864 році, у Керкінтіллохі, у пари народилася перша дитина — Джеймс Генрі Лайтоллер, але він помер ще дитиною. Їхній другий син, Річард Ештон Лайтоллер, також народився у 1864 році в Керкінтіллохі. Можливо, він був братом-близнюком Джеймса.
Фредерік дослужився до звання капітана. Згодом — разом з дружиною повернулися до Чорлі, де взявся продовжувати бавовняний бізнес свого батька. Це були важкі часи для бавовняної промисловості. Тривала Громадянська війна в Америці. Була введена бавовняна блокада, яка заблокувала поставки американської бавовни до заводів Ланкаширу.
Перша дочка Фредеріка і Сари, Джейн Марієтта, народилася в селі Чарнок Річард, в Ланкаширі, 19 квітня 1865 року. Наступною була Керолайн Мері, яка народилася в Чорлі, в 1867 році. Потім з'явилася Гертруда Енн — у 1869 році і Етель Елізабет — у 1872.

### Дитинство і юність
Чарльз Герберт Лайтоллер був наймолодшим із дітей Фредеріка і Сари. Він народився 30 березня 1874 року в Чорлі. Мати померла через місяць після народження Чарльза, від скарлатини. Їй було 30 років. Після цього відразу померли 7-річна сестра Чарльза — Керолайн — і 10-річний брат — Річард. У записі про смерть Річарда зазначено, що він помер від «morbus coxae» — туберкульозного захворювання кульшового суглоба. Дядько Чарльза по батькові — Томас — загинув у залізничній аварії у місті Порт-Елізабет, у Південній Африці, 9 вересня 1874 року.
6 січня 1876 року, у Чорлі, батько Чарльза одружився вдруге — з Маргарет Бартон. Також батька обрали олдерменом Чорлі.
Сестри Чарльза, Джейн і Гертруда, навчалися в приватній школі в Редінг-Сент-Джайлз, у Беркширі. Сам Чарльз, разом із сестрою Етель, залишалися вдома з гувернанткою, міс М. Б. Елстоун. За переписом 1881 року в будинку Лайтоллерів було двоє слуг: Джейн Джексон і Джойс Гладуелл. 19 вересня 1881 року — мачуха Чарльза померла. Їй було 28. Дітей у неї і батька Чарльза — не було.
На початку 1885 року батько поїхав до Нової Зеландії. Разом з ним поїхала і 19-річна старша сестра Чарльза — Джейн. Про решту дітей піклувалися родичі батька. Гертруді тоді було 15 років, Етель — 12, а Чарльзу — 10.
У 13 років Чарльза влаштували на фабрику з переробки бавовни, але його не приваблювала важка фабрична робота — тож він влаштувався юнгою на чотирирічне навчання на барк «Примроуз Гілл». 
13 листопада 1889 року, коли Чарльзу було 15 років, в Індійському океані під час шторму судно сіло на мілину на безлюдному острові, площею 4,5 квадратних милі, який нині називається Сен-Поль. Моряків врятували і доставили в Аделаїду (Австралія). Щоб повернутися до Англії, Чарльз приєднався до екіпажу кліпера «Герцог Аберкорн». В Англії повернувся працювати на барк «Примроуз Гілл».
Коли служив третім помічником на борту судна «Лицар Святого Михаїла» — на борту сталася пожежа. За успішні зусилля в боротьбі з вогнем і порятунку судна Чарльза підвищили до другого помічника капітана.
Служив у королівському поштовому флоті Африки, де мало не помер від важкого нападу малярії. Після цього покинув морську службу заради того, щоб взяти участь в золотій лихоманці на Клондайку. Однак пошуки золота не увінчалися успіхом. Довелося перебиватися випадковими заробітками. 
Згодом безбілетником на товарних поїздах перетнув Канаду і, попрацювавши у США ковбоєм, повернувся до Англії, де знову продовжив морську кар'єру, влаштувавшись в «White Star Line». 
У 1903 році одружився з австралійкою з Айови Сільванією Зіллою Гоулі-Вілсон (домашні її називали Сільвією).
Пропрацював кілька років на судах «Маджестик» і «Океанік», де зарекомендував себе здібним моряком і просунувся по службі від третього до першого помічника капітана.

### «Титанік»

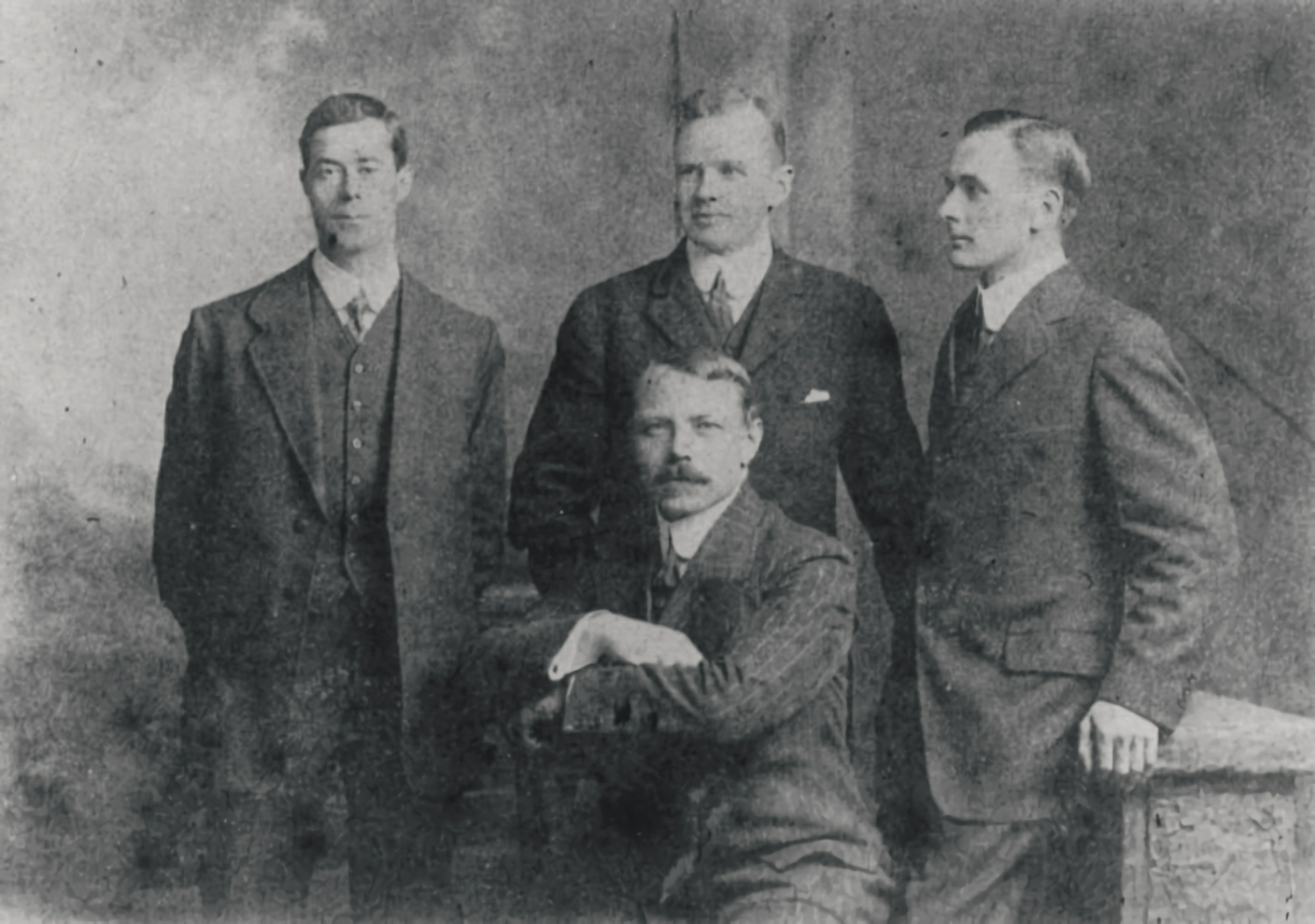
Чотири вцілілих офіцери «Титаніку», 1912
зліва направо: п'ятий офіцер — Гарольд Лоу, другий офіцер — Чарльз Лайтоллер, четвертий офіцер — Джозеф Боксголл, третій офіцер — Герберт Пітман (сидить)

У 1911 році Чарльза запросили на посаду першого помічника капітана на час випробувальних плавань нового пасажирського лайнера «Титанік», але пізніше, через перестановки в екіпажі, затвердили на посаду другого помічника.
У ніч з 14 на  15 квітня 1912 року Чарльз ніс останню вахту перед зіткненням з айсбергом. У призначений час Чарльза змінив Вільям Мердок. В той момент, коли Чарльз уже лягав спати, він відчув різкий удар. Незабаром, разом з іншими офіцерами, Чарльза викликали на капітанський місток, де він дізнався про те, що корпус судна отримав численні пробої і лайнер потопає. Після цього приступив до евакуації пасажирів з лівого борту, дуже ретельно дотримуючись правила «насамперед жінки і діти», внаслідок чого безліч місць у шлюпках були незаповнені, тому що охочих залишати судно в перші моменти кораблетрощі було мало, тож Чарльзу довелося відправляти шлюпки напівпорожніми, не дозволяючи сідати в них чоловікам. Чоловіки сідали в шлюпки на лівому борту тільки тоді, коли потрібні були веслярі. Рятувальних шлюпок бракувало, тому Чарльз разом з іншими офіцерами вирушив за легкими розкладними шлюпками «Коллапсібл» системи «Ендельгарда». У той момент, коли Чарльз звільняв розкладну шлюпку, «Титанік» почав швидко йти під воду. Стрибнувши з корабля, Чарльз спочатку інстинктивно попрямував у бік марса, що стирчав з води, але згадавши, що знаходитися поряд з кораблем в той час, як він тоне, небезпечно, спробував відплисти убік. Ледь уникнувши засмоктування у вир, який утворив тонучий корабель, доплив до розкладної шлюпки, яка плавала догори дном. Труба «Титаніка», що відірвалася і впала поруч з моряком, відігнала шлюпку далі від потопаючого судна, що дозволило їй залишатися на плаву. На перевернутій шлюпці було 30 пасажирів. До світанку їх підібрали шлюпки з корабля «Карпатія». На той час у перевернутій шлюпці залишалося вже 27 людей. Це були останні врятовані пасажири «Титаніка». Чарльз допомагав підіймати пасажирів, а сам зійшов на борт «Карпатії» останнім.

#### Рослідування катастрофи
Як старший за званням серед тих, що вижили, Чарльз був основним свідком під час обох розслідувань катастрофи — і у Великій Британії, і у США. Він стояв на позиції невиннуватості «White Star Line». За його словами — спокійнішого моря він не бачив у житті. Мовляв, дуже складно було побачити айсберг, що наближається, без білих бурунів біля його підніжжя.
Багато рекомендацій, які Чарльз запропонував для уникнення подібних катастроф — згодом впровадили морські компанії. Кількість шлюпок, яка раніше розраховувалася за тоннажем корабля, Чарльз запропонував рахувати за кількістю пасажирів та членів екіпажу. Також — рекомендував проводити час від часу навчання з використанням рятувальних шлюпок, щоб пасажири знали, де знаходяться їхні рятувальні шлюпки, а екіпаж знав, як ними керувати. Цілодобовий радіозв'язок із кожним судном та постійне транслювання сигналів про небезпечні, з погляду погодних умов, райони теж стали загальним правилом після завершення розслідування катастрофи «Титаніка».

### Перша світова війна
Після завершення розслідувань, у 1913 році, повернувся до «White Star Line» першим офіцером на кораблі «Океанік». У серпні 1914 року, після початку Першої світової війни, «Океанік» переобладнали у допоміжний крейсер, а Чальз — отримав звання лейтенанта ВМФ Великобританії. Основне завдання «Океаніка» було патрулювання морської зони навколо Шетландських островів. Але «Океанік» був занадто великий для цієї акваторії і в результаті сів на мілину неподалік острова Фула. Чарльз на момент аварії знову відпочивав у своїй каюті, і знову йому довелося аврально приймати командування евакуацією. Через три тижні — «Океанік» розламався і остаточно затонув під час шторму.